# Chrysolampus scapularis
Chrysolampus scapularis är en stekelart som beskrevs av Julius Theodor Christian Ratzeburg 1852. Chrysolampus scapularis ingår i släktet Chrysolampus och familjen gropglanssteklar.
Artens utbredningsområde är Tyskland. Inga underarter finns listade i Catalogue of Life.